# 多脉藤春
多脉藤春（学名：Alphonsea tsangyuanensis）为番荔枝科藤春属的植物，为中国的特有植物。分布于中国大陆的云南等地，生长于海拔1,450米的地区，多生长在山地密林中，目前尚未由人工引种栽培。